# Попов, Николай Николаевич (полный кавалер ордена Славы)
Никола́й Никола́евич Попо́в (5 декабря 1913 — 20 октября 1992) — участник Великой Отечественной войны, командир отделения 44-го отдельного саперного батальона (51-я стрелковая дивизия, 49-я армия, 2-й Белорусский фронт), сержант. Один из полных кавалеров, награждённых четырьмя орденами Славы (двумя орденами Славы 1-й степени).

## Биография
Родился 5 декабря 1913 года в деревне Лопатино Хмелевицкой волости Ветлужского уезда в семье крестьянина. Русский по национальности. Образование начальное. Работал на железнодорожной станции Шахунья. В 1935—1937 годах проходил действительную службу в Красной Армии. После демобилизации вернулся домой. С началом Великой Отечественной войны продолжал работать на железной дороге.
В декабре 1942 года был вновь призван в армию. Был направлен в 177-й учебный сапёрный батальон. На фронте — с августа 1943 года. В составе 44-го отдельного саперного батальона воевал на 1-м и 2-м Прибалтийских, 2-м Белорусском фронтах.
3 февраля 1944 года командир отделения ефрейтор Н. Н. Попов с подчиненными проник в расположение противника юго-западнее города Новосокольники (Псковская область), проделал проходы в минном поле, затем разминировал его. Лично снял много противопехотных и противотанковых мин.
Приказом 16 февраля 1944 года награждён орденом Славы 3-й степени (№ 1333).
В ночь на 23 июня 1944 года младший сержант Н. Н. Попов со своим отделением обезвредил минные заграждения у деревни Ровное (Шумилинский район Витебская область). Противотанковыми гранатами подорвал 2 дзота.
Приказом 23 июля 1944 года награждён орденом Славы 2-й степени (№ 3410).
В ночь на 31 октября 1944 года группа саперов под командованием сержанта Н. Н. Попова проникла в тыл противника вблизи населенного пункта Пунгас (северо-восточнее города Приекуле, Латвия) для проведения инженерной разведки и столкнулась с отрядом полевой жандармерии. Во время схватки Н. Попов лично истребил 5 жандармов, а 3 взял в плен. Был представлен к награждению орденом Славы 1-й степени.
В ночь на 23 января 1945 года с отделением саперов близ города Ортельсбург (ныне Щитно, Польша) проделал проходы в заграждениях противника, лично снял свыше 20 мин.
Указом Президиума Верховного Совета СССР от 24 марта 1945 года за образцовое выполнение заданий командования в боях с немецко-фашистскими захватчиками награждён орденом Славы 1-й степени (№ 154). Стал полным кавалером ордена Славы.
Указом Президиума Верховного Совета СССР от 10 апреля 1945 года повторно награждён орденом Славы 1-й степени.
Указом Президиума Верховного Совета СССР от 10 ноября 1970 года перенаграждён орденом Отечественной войны 2 степени.
В 1945 году был демобилизован. Вернулся на родину. Жил в городе Шахунья. Работал слесарем-наладчиком в локомотивном депо. Умер 20 октября 1992 года.

## Награды и звания
- Орден Отечественной войны 1-й степени (11.03.1985)
- Орден Отечественной войны 2-й степени (10.11.1970) вместо Ордена Славы I степени (10.04.1945)
- Орден Красной Звезды (18.06.1944)
- Орден Красной Звезды (15.05.1945)
- Орден Славы I степени (24.03.1945)
- Орден Славы II степени (31.07.1944)
- Орден Славы III степени (16.02.1944)
- Медаль «За отвагу» (16.10.1943)
- Другие медали
- Почётный гражданин города Шахунья